# Breidvika
Die Breidvika (norwegisch für Breite Bucht) ist eine Bucht im ostantarktischen Königin-Maud-Land. An der Prinzessin-Ragnhild-Küste dringt sie landeinwärts bis zu 20 km tief in das an diesem Küstenabschnitt vorgelagerte Schelfeis hinein. Zu ihren Nebenbuchten gehören die König-Leopold-III.-Bucht, die Baie Polarhav und die Baie U.S.S. Glacier.
Norwegische Kartografen, die ihr auch ihren Namen gaben, kartierten sie anhand von Luftaufnahmen, die während der Lars-Christensen-Expedition 1936/37 entstanden.